# Гури-Меховські
Гури-Меховські (пол. Góry Miechowskie) — село в Польщі, у гміні Рацлавиці Меховського повіту Малопольського воєводства.
Населення — 47 осіб (2011).
У 1975-1998 роках село належало до Келецького воєводства.

## Демографія
Демографічна структура станом на 31 березня 2011 року:
|          | Загалом | Допрацездатний вік | Працездатний вік | Постпрацездатний вік |
| -------- | ------- | ------------------ | ---------------- | -------------------- |
| Чоловіки | 24      | 3                  | 17               | 4                    |
| Жінки    | 23      | 3                  | 11               | 9                    |
| Разом    | 47      | 6                  | 28               | 13                   |